# Eupithecia suffusa
Eupithecia suffusa là một loài bướm đêm trong họ Geometridae.